# Mamute-da-estepe
O mamute-da-estepe (Mammuthus trogontherii) foi uma espécie de mamute e a primeira a adaptar-se ao clima temperado do hemisfério norte. Podia chegar a mais de 4.7 metros. Viveu no nordeste da Eurásia na metade do período pleistocênico, há entre 600 000 e 370 000 anos. É provavelmente a evolução do mamute-ancestral, que ocupava a região onde hoje se localiza a Sibéria, há entre 750 000 e 500 000 anos.

## Descrição

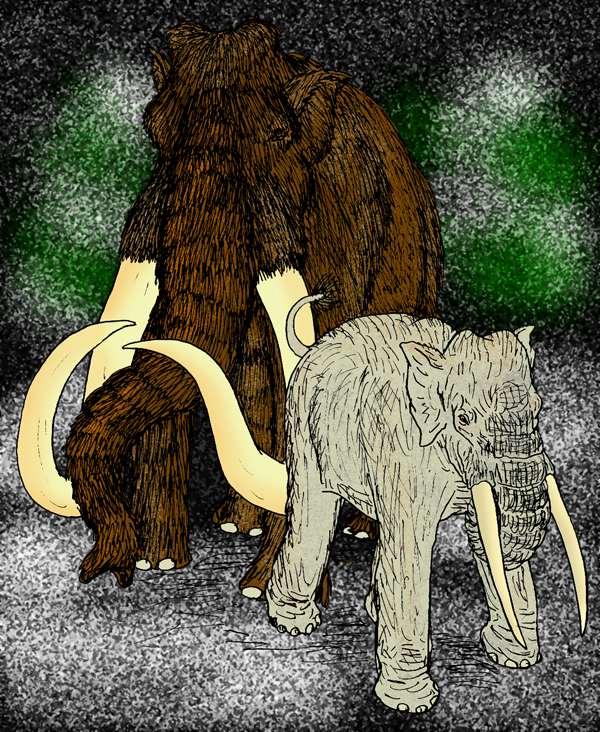
M. trogontherii (maior) e Elephas namadicus (menor).

Para se adaptar ao clima de tundra, o mamute-da-estepe desenvolveu uma pelagem mais espessa e orelhas menores do que o seu predecessor. Os machos possuíam presas longas e curvas, já as das fêmeas eram mais curtas e retas. Essas presas podiam alcançar até 5.2 m. Esses aperfeiçoamentos foram decisivos para o mamute-lanoso, que foi o seu sucessor evolutivo.

## Alimentação
Os mamutes-da-estepe alimentavam-se basicamente de folhas, frutas e sementes, dieta semelhante a dos elefantes atuais.

## Fósseis
Embora encontrar partes de esqueletos fossilizadas em bom estado dessa espécie seja um evento bastante raro, constantemente são achados dentes fossilizados. O fóssil mais completo achado até então foi de um exemplar de Kikinda, Sérvia. Achado em 1996, é o fóssil de uma fêmea que media por volta de 4.7 m, com presas de 3.5 m, e pesava mais ou menos 7 toneladas.(Duk), Dusko Milicev. «KIKA - OnLine». www.kika-mamut.com. Consultado em 5 de maio de 2018
Uma das mais recentes e importantes descobertas envolvendo o mamute-da-estepe foi de um crânio fossilizado encontrado em Auvergne, França. O exemplar foi desenterrado em 2008, era um jovem macho de aproximadamente 3.7 m.